# Bronisław Wielgorz
Bronisław Wielgorz SJ (ur. 22 września 1916 w Żmigrodzie Starym, zm. 9 maja 1942 w Dachau) – polski kleryk katolicki, Sługa Boży Kościoła katolickiego.
10 listopada 1939 roku, w Krakowie gestapo aresztowało jezuitę Bronisława Wielgosza. Więziony początkowo w Wiśniczu i więzieniu Montelupich, później przez niemiecki obóz koncentracyjny Auschwitz-Birkenau (nr obozowy 946) trafił do Dachau (nr obozowy 22249).
Jest jednym z 122 Sług Bożych, wobec których 17 września 2003 roku rozpoczął się proces beatyfikacyjny drugiej grupy męczenników z okresu II wojny światowej. 4 stycznia 2008 roku w Krakowie zamknięto proces rogatoryjny (diecezjalny etap procesu beatyfikacyjnego).

## Źródła internetowe
- Notatka biograficzna
- MARTYRS KILLED IN ODIUM FIDEI BY THE NAZIS DURING THE SECOND WORLD WAR (III) (ang.)